# Nile
Nile es una banda de death metal formada en 1993 procedente de Carolina del Sur Estados Unidos. La letra de las canciones está inspirada en leyendas, religión y arte del Antiguo Egipto y Mesopotamia.
La mayor parte de la música es escrita por el guitarrista Karl Sanders. Combina los clásicos elementos del death metal e instrumentos del Oriente Medio y Egipto. Además es famosa por su velocidad y potencia reconocidas por fanes y críticos.
El tema del antiguo Egipto fue adoptado por la banda gracias al interés de Karl Sanders por esta y otras culturas como las de Mesopotamia. Además tienen influencias de H. P. Lovecraft, escritor reconocido por varias bandas del ambiente del heavy metal.
En el año 2017 Dallas Toler Wade, quien formara parte de NILE por 20 años decide retirarse de la banda, tomando su lugar Brian Kingsland proveniente de la banda Enthean

## Integrantes

### Miembros actuales
- Karl Sanders - Guitarra, voz, teclado, instrumentos adicionales (1993-)
- George Kollias - Batería (2004-)
- Chris Lollis - Bajo, Voz (en vivo) (2007 -)
- Brian Kingsland - Guitarra, voz (2017-)

### Miembros pasados
- Dallas Toler Wade - Guitarra, voz (1996-2017)
- Jon Vesano - Bajo, voz (2000-2005)
- Joe Payne - Bajo, voz (2005 - 2007)
- Chief Spires - Bajo, voz (1993-2001)
- Pete Hammoura - Batería, voz (1993-2000)
- Tony Laureano - Batería (2000-2004)
- Derek Roddy - Batería (2000)
- John Ellers - Guitarra (1996-1997)
- Tim Yeung - Batería (2003)

## Discografía

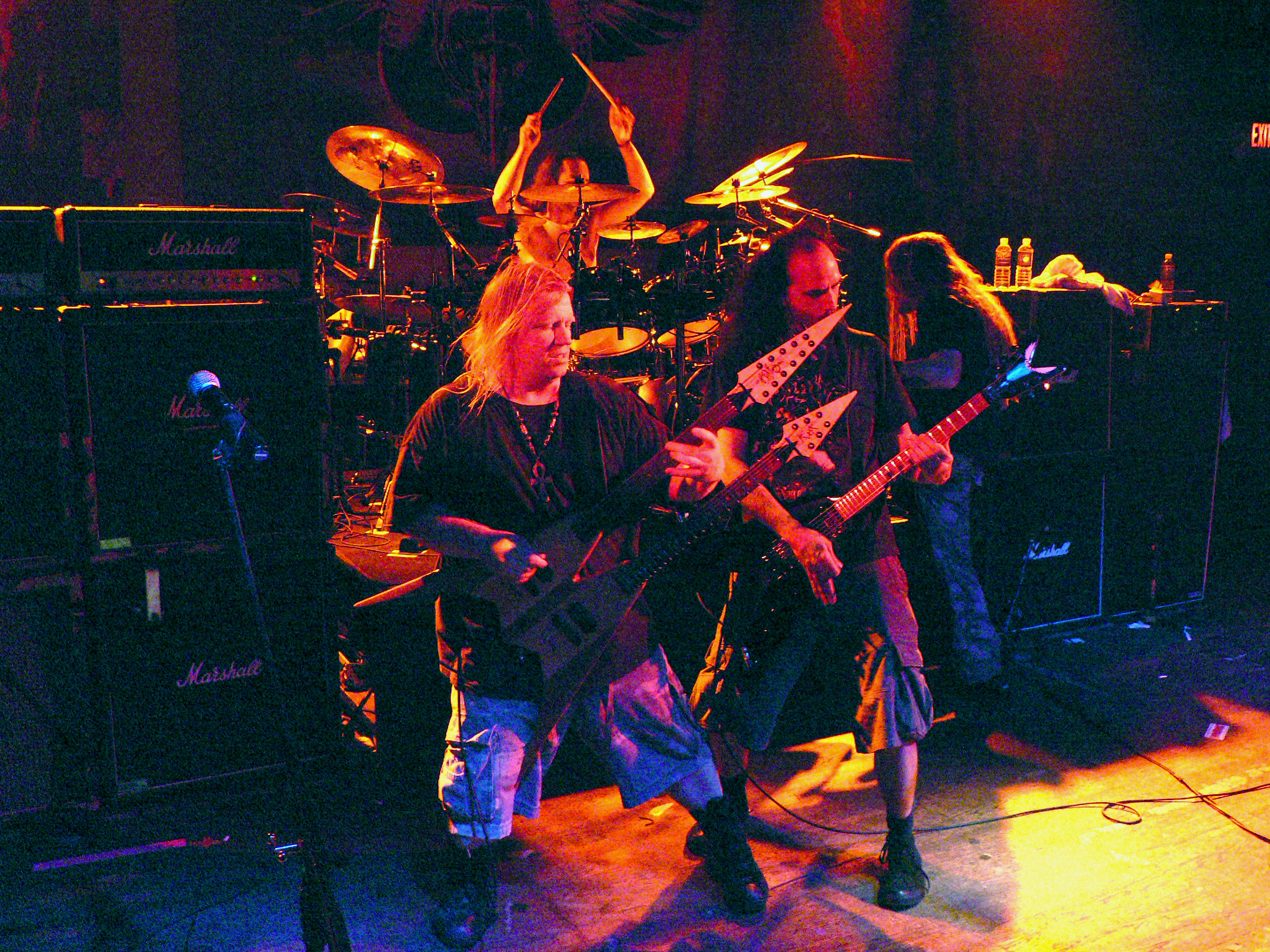
Nile en vivo en el Jaxx Nightclub, agosto de 2007

### Álbumes
- Amongst the Catacombs of Nephren-Ka - (1998)
- Black Seeds of Vengeance - (2000)
- In Their Darkened Shrines - (2002)
- Annihilation of the Wicked - (2005)
- Ithyphallic - (2007)
- Those Whom the Gods Detest - (2009)
- At The Gate Of Sethu - (2012)
- What Should Not Be Unearthed (2015)
- Vile Nilotic Rites (2019)
- The Underworld Awaits us All (2024)

### EP
- Nile (Demo) - (1994)
- Festivals of Atonement - (1995)
- Ramses Bringer of War - (1997)

### Singles
- Unas Slayer of the gods - (2002)
- Sarcophagus - (2003)
- Execration Text - (2004)
- Sacrifice unto Sebek - (2005)
- Lashed To The Slave Stick - (2005)
- Papyrus containing the spell to preserve its possessor Against Attacks From He Who Is In The Water" - (2007)

### Otros
- In The Beginning - Compilación (1999)